# فالديفيونتس
بلدية فالديفيونتس (بالإسبانية: Valdefuentes)‏، هي بلدية تقع في مقاطعة قصرش والتي تقع في منطقة إكستريمادورا، غرب إسبانيا.
يبلغ عدد سكانها 1.491 نسمة وفقاً لإحصائية سنة (2002).